# Geisenheim 26
Die Unterlagsrebe ‘Geisenheim 26’ stammt aus der Frühzeit der Unterlagenzüchtung und gehört zur Gruppe der Vinifera x Amerikaner Kreuzungen. Diese Kreuzung hatte zum Ziel die Verträglichkeit der Unterlagen zu den europäischen Sorten zu verbessern. Das wurde zwar erreicht, aber die Reblausfestigkeit verringerte sich sehr stark. Wegen der ungenügenden Resistenz gegen die Wurzelreblaus wird sie nicht mehr als Unterlagsrebe verwendet.

## Abstammung
Kreuzung von ‘Schiava grossa’ (Syn. ‘Trollinger’) × Vitis riparia an der „Pflanzenphysiologischen Versuchsstation“ in Geisenheim am Rhein.

## Ampelografische Merkmale
- Triebspitze: halboffen mit fehlender bis sehr geringer Behaarung, braungrün bis rotbraun, glänzend (sehr vinifera ähnlich)
- Ausgewachsenes Blatt: groß bis sehr groß, blasige Oberfläche, Stielbucht offen, u- bis lyraförmig
- Triebe: intensiv rotbraun, kahl
- Blüte: weiblich, Scheinzwitter
- Traube: mittelgroße, runde, blaue Beeren

## Eigenschaften – Verwendung
Sie besitzt eine gute Affinität für Sorten mit Verrieselungsneigung. Die Anfälligkeit für Wurzel- und Blattreblaus ist sehr hoch. Sie wird als Unterlagsrebe nicht mehr empfohlen.